# Netkeiba.com
netkeiba.com（ネットケイバドットコム）は、株式会社ネットドリーマーズが運営する競馬の総合ポータルサイトである。1999年12月15日開設。

## 概要
サイトでは、中央・地方・日本国外を問わず、世界各地におけるさまざまな競馬に関するニュース・話題を提供。また柏木集保や長岡一也ら競馬にかかわる評論家やアナウンサーのコラムを掲載している。会員制（一部有料）コンテンツでは電子競馬新聞を閲覧したり、競馬に関するゲームに参加できる。2020年には競輪版のnetkeirin (ネットケイリン) が開設された。

## 主なサービス

### ニュース
ウェブ専業メディアとしてはじめてJRAの取材許可を受けて取材を行っており、Yahoo!ニュースにもニュースを提供している。

### レース
開催全レースの出馬表、予想オッズ、競馬開催地の開催日の天気予報（提供:アース・ウェザー）を表示。

### ウマい馬券
中央競馬・地方競馬・馬券を発売する海外のレースなど全レースでプロの専門家の予想が毎日楽しむことができる。予想を閲覧するには、ポイントが必要となる。

#### 予想家
50名以上の予想家が在籍し、大井競馬の場立ち予想士の口上動画も配信している。

### コラム
1週間に50本以上の記事を毎日更新している。執筆者には、騎手や予想家、馬主などが名を連ねる。

### ブックス
「文化的・社会的側面からみた競馬」「ブームを回顧する」「語り継がれる名勝負」「蘇るラストラン」「歴史的・時代的背景から読み解く」「血脈から本質を探る」「運命を背負った名馬たち」のジャンル別にカテゴライズし、ストック型のコンテンツとして更新される。無料と有料の読み物がある。

### データベース
中央・地方・海外の競走馬・種牡馬・繁殖牝馬の成績やプロフィールが2019年8月17日現在で471,904頭掲載されている。馬主・調教師・生産者の成績やプロフィール、レースの内容と結果も収録されている。

### 地方競馬
すべての地方競馬のレースの情報や出馬表・結果を掲載している。

### 俺プロ
中央競馬の全レースで誰でも無料で参加できる予想大会。レースを選んで印をつけるだけで簡単に予想ができる。
シーズンランキングで上位に入賞したり、毎週の重賞で優勝馬を当てたり、期間限定イベントで特定の条件をクリアすることで、年間総額700万円の賞金や賞品を獲得できる。
同じ段位のユーザー同士で予想を競い、段位を「最強位」まで上げ、そこで良い成績を残すと、netkeiba公認プロ予想家としてデビューするチャンスが与えられる。

### 競馬広場
好きな項目ごとに掲示板を作成し、ユーザーが話題について議論することができる。

### 一口馬主
一口馬主向けに、クラブ・目的・ランキングなどからデビュー前の競走馬を検索することができる。また、一口馬主に関連したニュース、一口馬主クラブごとのデータも収録している。

### POG(ペーパーオーナーゲーム)
netkeiba主催で賞品獲得も可能なペーパーオーナーゲーム「POGダービー」、仲間と楽しむことができる「みんなのPOG」、気になる馬を一括で管理することができるツール「POGリスト」が収録されている。

### 競馬新聞
馬三郎の競馬新聞を配信している。「お試しコース」、「ミニコース」、「予想フルコース」、「プレミアムコース」が存在する。

## プレミアムコース
有料コースがあり、登録することで、利用できるサービスが拡張される。
- プレミアムコース
- スーパープレミアムコース

## 公式競馬ゲーム
- チキチキダービー
- パズルダービー
- うまいるスタジアム

## 協賛レース
- ブリーダーズゴールドジュニアカップ - 「netkeiba.com杯」
- オッズパークグランプリ